# Nicolaas Redeker Bisdom

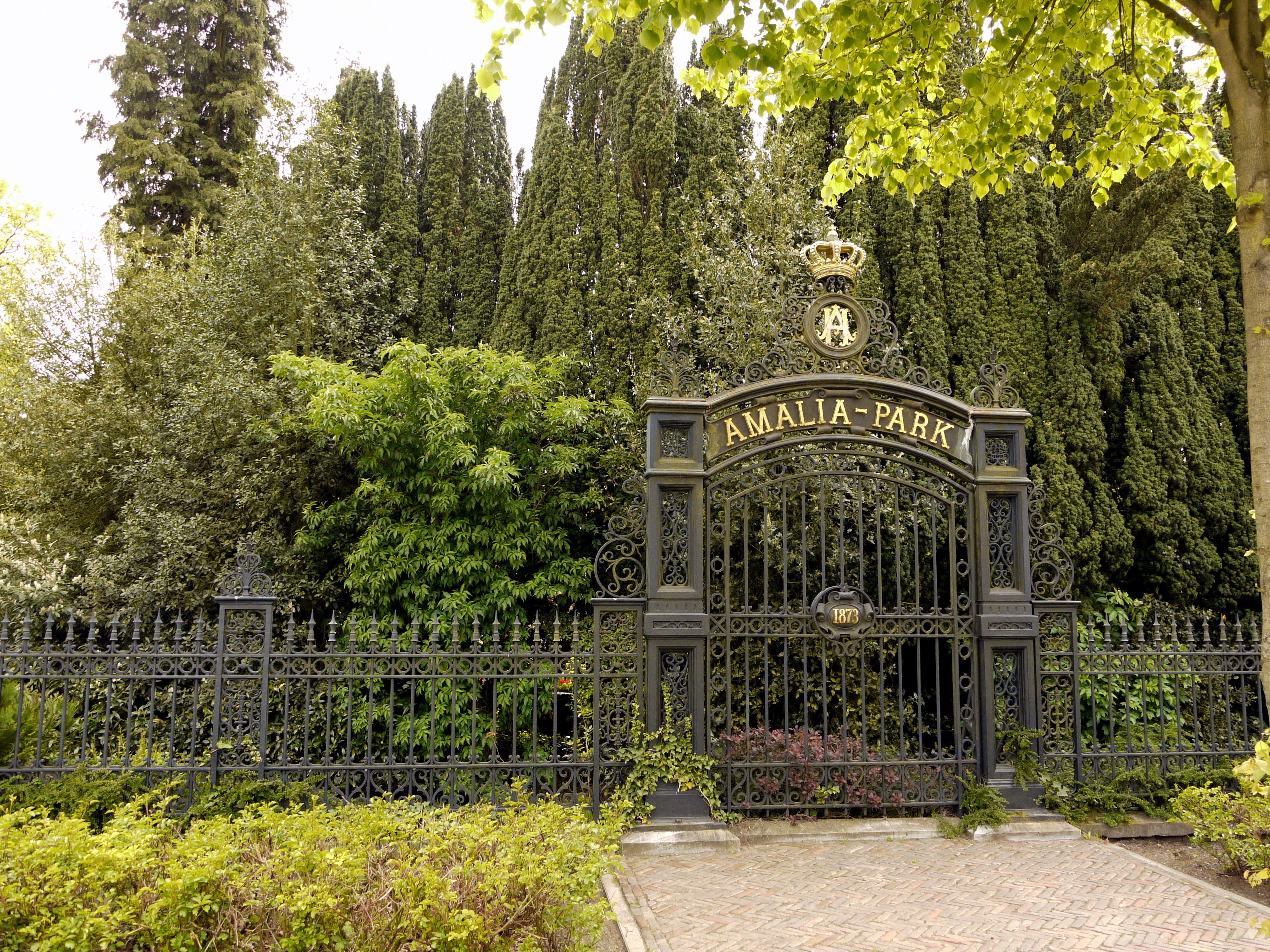
Hekwerk (1873) van het Amaliapark in Baarn

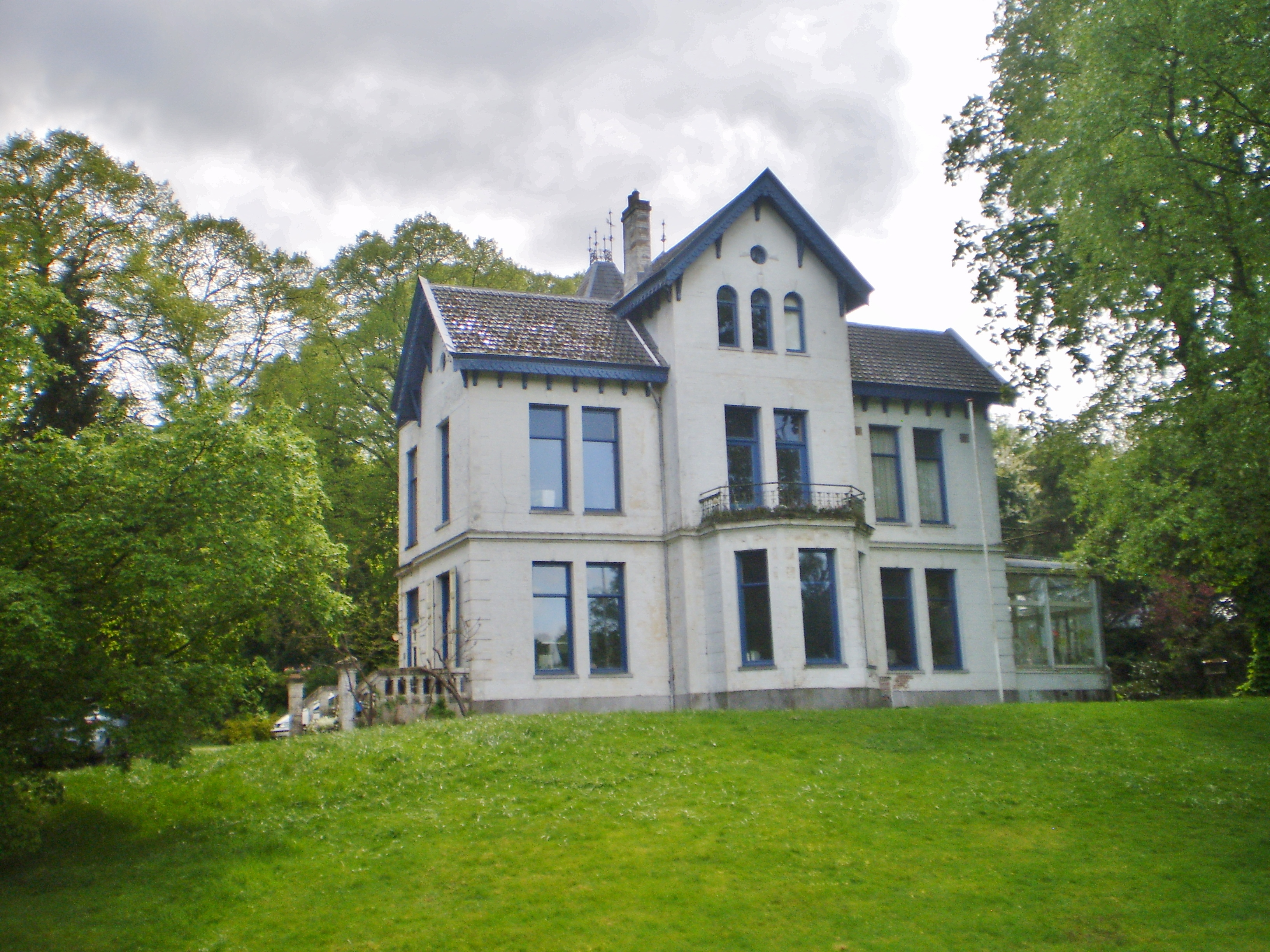
Villa Courbe Voie in Baarn

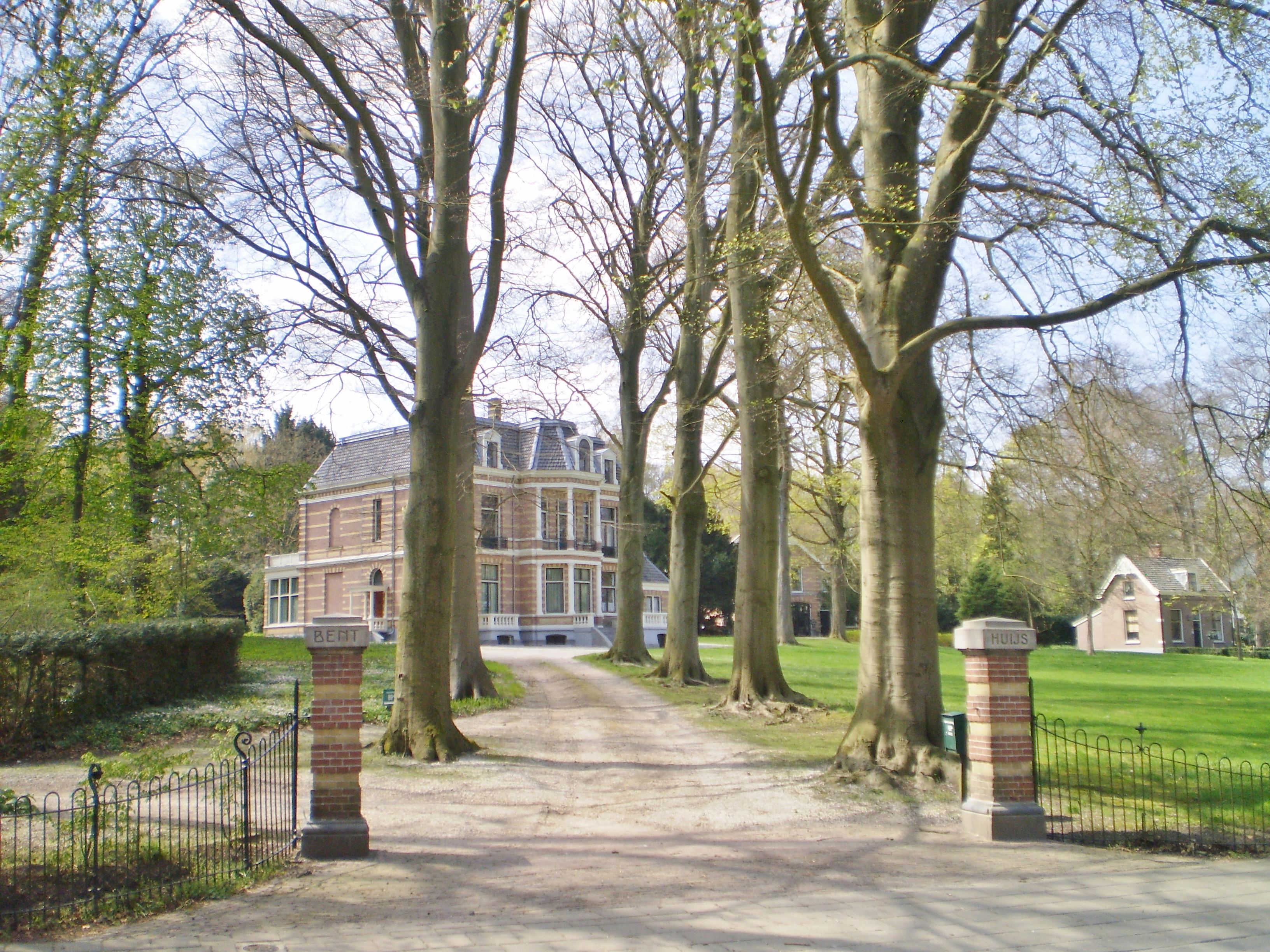
Villa Benthuijs in Baarn

Nicolaas Redeker Bisdom (Amsterdam, 29 november 1830 - aldaar, 19 januari 1901) was een Nederlands architect.
Naast zijn werkwaamheden als architect was hij onderwijzer bij de Tuinbouwschool Linnaeus in Amsterdam. Samen met de architect Pierre Cuypers kocht Redeker Bisdom grote stukken weiland ten noorden van het in 1864 aangelegde Vondelpark. Op deze grond, de Vondelparkbuurt, het gebied rondom de huidige Overtoom, werden door het tweetal voornamelijk herenhuizen gebouwd.
In opdracht van prins Hendrik ontwierp hij het hekwerk van het Amaliapark in Baarn (1873). Boven de groene toegangspoort staat de tekst 'Amalia-park', met daarboven in het krulwerk een gekroond medaillon met de initialen 'A' en 'H', de voorletters van respectievelijk Amalia en Hendrik.
In 1881 bouwde hij, voor eigen bewoning, het Benthuijs aan de Eemnesserweg 91 in Baarn. De eerste steen werd gelegd door zijn kinderen Anne en Karel. Lang heeft hij er niet gewoond want in 1889 verkocht hij het Benthuijs aan E. Bunge.
Ondertussen ontwierp hij in 1882 de plannen voor de Kinkerbuurt. Daarna volgde in 1885 de villa Courbe Voie aan de Eemnesserweg 97 in Baarn. Deze op een heuvel staande villa werd gebouwd voor de eau-de-colognefabrikant Joannes Jacobus Boldoot. Aan de achterzijde van het pand is een torentje gebouwd met daarop de letter B van architect Bisdom. Lang heeft Boldoot niet van het huis kunnen genieten want hij overlijdt op 28 juni 1889.
Naar zijn ontwerp werd in 1886 het Jacob van Lennepkanaal gegraven.

## Familie
Nicolaas werd geboren als zoon van Jan Carel Redeker (1797-1875) en Gerardina Johanna Bisdom (1810-1870), telg uit het geslacht Bisdom. Hij trouwde in Driebergen op 25 mei 1860 met Anne Elizabeth Schultsz (1826-1898). Zij was een dochter van Georg Chistoffel Schultsz en Elisabeth Johanna Korthals. Uit hun huwelijk werden verscheidene kinderen geboren.
Bij Koninklijk besluit van 15 juni 1861 is aan hem de vergunning verleend de geslachtsnaam Bisdom bij die van Redeker te mogen voegen

## Onderscheidingen
Redeker Bisdom werd benoemd tot Ridder der Orde van de Italiaanse Kroon.